# Saison 2025-2026 des Kings de Sacramento
La saison 2025-2026 des Kings de Sacramento est la 81e saison de la franchise (77e saison en NBA) et la 41e saison dans la ville de Sacramento.

## Draft
| Tour | Choix | Joueur         | Poste | Nationalité | Provenance           |
| ---- | ----- | -------------- | ----- | ----------- | -------------------- |
| 2    | 42    | Maxime Raynaud | C     | France      | Cardinal de Stanford |

## Matchs

### Summer League
| Summer League Total: 5-1 |

| Match | Date match | Équipe    | Score    | Meilleur marqueur    | Meilleur rebondeur  | Meilleur passeur   | Lieux Spectateurs      | Série |
| ----- | ---------- | --------- | -------- | -------------------- | ------------------- | ------------------ | ---------------------- | ----- |
| 1     | 10 juillet | Orlando   | V 84-81  | Clifford, Jones (17) | Trois joueurs (6)   | Mason Jones (5)    | Cox Pavilion 0         | 1 - 0 |
| 2     | 12 juillet | Chicago   | V 109-92 | Devin Carter (30)    | Nique Clifford (12) | Mason Jones (6)    | Cox Pavilion 0         | 2 - 0 |
| 3     | 14 juillet | Phoenix   | V 94-76  | Nique Clifford (19)  | Isaac Jones (8)     | Mason Jones (6)    | Cox Pavilion 0         | 3 - 0 |
| 4     | 16 juillet | Cleveland | V 94-86  | Nique Clifford (19)  | Nique Clifford (7)  | Nique Clifford (9) | Thomas & Mack Center 0 | 4 - 0 |
| 5     | 19 juillet | Toronto   | V 98-88  | Isaac Jones (36)     | Maxime Raynaud (7)  | Isaiah Stevens (7) | Thomas & Mack Center 0 | 5 - 0 |
| 6     | 20 juillet | Charlotte | D 83-78  | Isaac Jones (24)     | Isaac Jones (11)    | Devin Carter (7)   | Thomas & Mack Center 0 | 5 - 1 |

### Pré-saison
| Pré-saison Total: 0-0 (Domicile : 0-0; Extérieur : 0-0) |

### Saison régulière
| Saison régulière Total: 0-0 (Domicile : 0-0; Extérieur : 0-0) |